# Jacques Georges Habib Hafouri
Jacques Georges Habib Hafouri (20 août 1916 – 4 mai 2011) est un évêque syrien de l'Église catholique.

## Biographie
Jacques Georges Habib Hafouri est né Damas, en Syrie et a été ordonné prêtre le 28 janvier 1940. Hafouri a été nommé archevêque de Hassaké-Nisibi le 18 mars 1982 et ordonné évêque le 13 août 1982. Il est resté évêque de ce diocèse jusqu'à sa retraite le 28 juin 1996. Son successeur est Jacques Behnan Hindo.
Le 15 janvier 1987, il reconnaît le caractère surnaturel des pleurs d'une statue et d'une exsudation d'huile survenues à Notre-Dame de Soufanieh.